# LPGA Tour 1966
Navigation
Édition précédente Édition suivante
Le LPGA Tour 1966 est la dix-septième édition du Ladies Professional Golf Association Tour (LPGA), circuit professionnel féminin de golf, qui se déroule du 17 mars 1966 au 4 décembre 1966 exclusivement aux États-Unis à l'exception d'un tournoi au Canada. Cette dix-septième édition de ce circuit permet de proposer un certain nombre de tournois professionnels destinés aux femmes en dehors des compétitions amateurs. La volonté de la professionnalisation des golfeuses leur permet désormais de gagner de l'argent en jouant au golf.
Cette saison comporte trente-deux tournois, soit deux de plus qu'en 1965, auxquels sont insérées des dotations financières en fonction du résultat de la golfeuse. Quatre de ces tournois sont considérés comme « tournoi majeur » - l'Open américain, le Western Open, le Championnat LPGA et le Championnat Titleholders - et sont considérés comme les plus prestigieux et difficiles à remporter.
L'Américaine Kathy Whitworth est désignée « Joueuse de l'année du LPGA » (« Player of the Year ») et gagne pour la deuxième fois d'affilée le classement des gains avec 33 517 $ en remportant neuf victoires dont un tournoi majeur : le Championnat Titleholders. Les trois autres tournois majeurs sont remportés par Sandra Spuzich (Open américain), Mickey Wright (Western Open) et Gloria Ehret (Championnat LPGA). Enfin, le « Trophée Vare » récompensant la golfeuse ayant la moyenne de score la plus basse de la saison est également remporté par Kathy Whitworth pour la seconde fois.

## Histoire
Pour l'organisation de cette dix-septième édition, tous les tournois se disputent aux États-Unis, à l'exception d'un tournoi au Canada, par des golfeuses principalement américaines professionnelles et amateures. Le calendrier établi fait débuter la saison par l'Open de St. Petersburg en Floride remporté par Marilynn Smith. Au cours de cette saison, tous les tournois ont été remportés par des golfeuses américaines professionnelles.
L'Américaine Kathy Whitworth est désignée « Joueuse de l'année du LPGA » (« Player of the Year ») et gagne pour la deuxième fois d'affilée le classement des gains avec 33 517 $ en remportant neuf victoires dont un tournoi majeur : le Championnat Titleholders. Les trois autres tournois majeurs sont remportés par Sandra Spuzich (Open américain), Mickey Wright (Western Open) et Gloria Ehret (Championnat LPGA). Enfin, le « Trophée Vare » récompensant la golfeuse ayant la moyenne de score la plus basse de la saison est également remporté par Kathy Whitworth pour la seconde fois.

## Participantes à la saison LPGA 1966
Les participantes ont deux statuts. Certaines sont devenues professionnelles, et pour certaines avant la création de ce circuit, mais de nombreuses amateures prennent également part aux tournois sans toutefois pouvoir recevoir le montant des gains en raison de leur statut.
| Participantes      | Participantes    | Participantes    | Participantes    | Participantes     |
| Professionnelles   | Professionnelles | Professionnelles | Professionnelles | Professionnelles  |
| ------------------ | ---------------- | ---------------- | ---------------- | ----------------- |
| Gloria Armstrong   | Pam Barnett      | Peggy Bell       | Patty Berg       | Donna Caponi      |
| Clifford Ann Creed | Betsy Cullen     | Althea Darben    | Gail Davis       | Shirley Englehorn |
| Gloria Ehret       | Mary Lena Faulk  | Jan Ferraris     | Sybil Griffin    | Marlene Hagge     |
| Sandra Haynie      | Ruth Jessen      | Judy Kimball     | Murle Lindstrom  | Carol Mann        |
| Margie Masters     | Susie Maxwell    | Sandra McClinton | Mary Mills       | Sandra Palmer     |
| Jo Ann Prentice    | Judy Rankin      | Betsy Rawls      | Barbara Romack   | Wanda Sanchez     |
| Marilynn Smith     | Sandra Spuzich   | Beth Stone       | Louise Suggs     | Cynthia Sullivan  |
| Judy Torluemke     | Kathy Whitworth  | Peggy Wilson     | Mickey Wright    | Penny Zavichas    |
| Amateures          |                  |                  |                  |                   |
| Connie Day         | Shelley Hamlin   |                  |                  |                   |

## Calendrier de la saison 1966
L'édition 1966 se déroule du 17 mars 1966 au 4 décembre 1966. La tableau suivant présente tous les tournois programmés pour la saison 1966. Les chiffres entre parenthèses correspondent au nombre de victoires remportées au moment de la victoire de la golfeuse audit tournoi remporté. Il est à noter que tous les tournois considérés comme tournois majeurs sont reconnus comme victoires officielles au palmarès du LPGA et ajoutés au palmarès des golfeuses, même avant sa création en 1950. Les tournois majeurs sont indiqués en gras.
| Date       | Tournoi                                            | Catégorie      | Dotation (US$) | Vainqueur individuelle |
| ---------- | -------------------------------------------------- | -------------- | -------------- | ---------------------- |
| 21/03/1966 | Open de St. Petersburg, Floride                    |                | 11 000 $       | Marilynn Smith (15)    |
| 27/03/1966 | Invitational de Louise Suggs Delray Beach, Floride |                | 8 500 $        | Marilynn Smith (16)    |
| 03/04/1966 | Open de Venice, Floride                            |                | 8 500 $        | Mickey Wright (66)     |
| 17/04/1966 | Invitational de Raleigh, Caroline du Nord          |                | 10 000 $       | Carol Mann (4)         |
| 24/04/1966 | Open de Peach Blossom, Caroline du Sud             |                | 8 500 $        | Carol Mann (5)         |
| 01/05/1966 | Invitational de Shreveport Kiwanis Club, Louisiane |                | 9 000 $        | Mickey Wright (67)     |
| 08/05/1966 | Open de Tall City, Texas                           |                | 12 500 $       | Kathy Whitworth (20)   |
| 15/05/1966 | Open de Dallas Civitan, Texas                      |                | 15 000 $       | Clifford Ann Creed (7) |
| 22/05/1966 | Open de Babe Zaharias, Texas                       |                | 9 000 $        | Shirley Englehorn (5)  |
| 29/05/1966 | Invitational de Baton Rouge, Louisiane             |                | 10 000 $       | Carol Mann (6)         |
| 05/06/1966 | Invitational de Clayton Federal, Missouri          |                | 12 500 $       | Kathy Whitworth (21)   |
| 12/06/1966 | Invitational de Blue Grass, Kentucky               |                | 10 000 $       | Mickey Wright (68)     |
| 19/06/1966 | Open de Milwaukee, Wisconsin                       |                | 13 000 $       | Kathy Whitworth (22)   |
| 26/06/1966 | Open de Waterloo, Iowa                             |                | 10 000 $       | Carol Mann (7)         |
| 03/07/1966 | Open américain, New Jersey                         | Tournoi majeur | 20 000 $       | Sandra Spuzich (1)     |
| 10/07/1966 | Invitational de Buckeye Savings, Ohio              |                | 13 000 $       | Sandra Haynie (8)      |
| 17/07/1966 | Open de Lady Carling, Maryland                     |                | 17 500 $       | Clifford Ann Creed (8) |
| 30/07/1966 | Open de Supertest, Canada                          |                | 15 000 $       | Kathy Whitworth (23)   |
| 14/08/1966 | Open de Lady Carling I, Massachusetts              |                | 15 000 $       | Kathy Whitworth (24)   |
| 14/08/1966 | Open de Lady Carling II, Maryland                  |                | 12 500 $       | Kathy Whitworth (25)   |
| 21/08/1966 | Western Open, Wisconsin                            | Tournoi majeur | 10 000 $       | Mickey Wright (69)     |
| 28/08/1966 | Classic de Glass City, Ohio                        |                | 25 000 $       | Sandra Haynie (9)      |
| 11/09/1966 | Classic de Pacific, Oregon                         |                | 10 000 $       | Mickey Wright (70)     |
| 18/09/1966 | Invitational de Shirley Englehorn, Idaho           |                | 10 000 $       | Mickey Wright (71)     |
| 25/09/1966 | Championnat LPGA, Nevada                           | Tournoi majeur | 16 500 $       | Gloria Ehret (1)       |
| 02/10/1966 | Invitational de Mickey Wright, Californie          |                | 10 000 $       | Mickey Wright (72)     |
| 30/10/1966 | Open de Las Cruces, Nouveau-Mexique                |                | 9 000 $        | Kathy Whitworth (26)   |
| 06/11/1966 | Open d'Amarillo, Texas                             |                | 10 000 $       | Kathy Whitworth (27)   |
| 13/11/1966 | Open d'Alamo, Texas                                |                | 12 500 $       | Sandra Haynie (10)     |
| 20/11/1966 | Open de The Success, Texas                         |                | 10 000 $       | Clifford Ann Creed (9) |
| 27/11/1966 | Championnat Titleholders, Géorgie                  | Tournoi majeur | 10 000 $       | Kathy Whitworth (28)   |
| 04/12/1966 | Invitational de Pensacola, Floride                 |                | 10 000 $       | Sandra Haynie (11)     |

## Classements saison 1966

### Tableau des gains («Money list»)
Le tableau ci-dessous est le classement des golfeuses par gains obtenus sur cette saison 1966. Le classement par gains est remporté par Kathy Whitworth avec 33 517 $ remportés.
| Cla. | Golfeuses       | Gains    | Victoires |
| ---- | --------------- | -------- | --------- |
| 1    | Kathy Whitworth | 33 517 $ | 9         |

### Trophée Vare («Vare Trophy»)
Le tableau ci-dessous est le classement des golfeuses par scores les plus bas sur cette saison 1966.
| Cla. | Golfeuses       | Moyenne |
| ---- | --------------- | ------- |
| 1    | Kathy Whitworth |         |